# Paghezzana
Paghezzana è una frazione del comune di Fosdinovo, nella provincia di Massa e Carrara.

## Geografia fisica

### Territorio
Il borgo di Paghezzana è situato ad un'altitudine di 225 metri sul livello del mare, e si trova sulla strada comunale che da Fosdinovo porta a Sarzana, a sud-est del capoluogo di comune.

## Storia
L'area fu insediata fin dal I secolo a.C. dai Romani (probabilmente da una piccola fattoria), come è stato individuato dalle ricognizioni della British School at Rome negli anni ottanta del XX secolo. L'etimologia fa riferimento ad un prediale: era molto probabilmente proprietà di un Pacatius. È una zona essenzialmente residenziale che dalla fondazione del Marchesato di Fosdinovo (1355), segue il destino del capoluogo di comune. Le prime attestazioni nelle fonti scritte sono legate alla medievale cappella di San Lorenzo, citata nelle decime del 1296-1297, ma di incerta ubicazione. Fino al XIX secolo veniva indicara anche con il toponimo Paghezana.
Il 20 agosto 1944, nel clima di terrore e distruzione che si andava respirando in quell'estate, furono uccisi a Paghezzana i due partigiani fratelli Ugo e Arrigo Buriassi, collaboratori del gruppo Orti, nome di battaglia di Lido Galletto.

## Monumenti e luoghi d'interesse
- Chiesa di San Giovanni Evangelista, chiesa parrocchiale della frazione, edificata nel 1594 da Venturino Venturini, durante il marchesato di Andrea Malaspina.

## Società

### Religione
Paghezzana appartiene alla parrocchia di San Remigio di Fosdinovo della diocesi di Massa Carrara-Pontremoli. Da maggio 2014, fa parte dell'unità pastorale di Fosdinovo, all'interno, dal marzo 2017, del Vicariato di Carrara (prima si trovava in quello di Aulla).